# Presbytis percura
Il presbite di Sumatra orientale (Presbytis percura Lyon, 1908) è una specie di presbite che vive nella parte orientale dell'isola indonesiana di Sumatra (provincia di Riau) in una piccola area tra i fiumi Rokam e Siak.

## Descrizione
Queste scimmie hanno il dorso nerastro, la testa grigia e le parti inferiori bianche. La gola e la faccia sono grigie. Sull'addome la zona di colore bianco è piuttosto stretta, ma si estende fino alla gola e sotto il mento; altre strisce dello stesso colore si estendono lungo la parte interna delle braccia fino ai polsi e lungo le gambe fino alle caviglie.

## Tassonomia
Il presbite di Sumatra orientale venne descritto scientificamente per la prima volta nel 1908 dallo zoologo americano Marcus Ward Lyon e, fino al giugno 2020, è stato considerato una sottospecie del presbite della Sonda (Presbytis femoralis). Il suo areale, tuttavia, è geograficamente separato da quello della forma nominale, che si trova solo nell'estremità meridionale della penisola malese, e differisce significativamente da questa nella biologia molecolare (DNA mitocondriale, citocromo b e D-loop). Il presbite di Sumatra orientale e quello di Raffles si separarono evolutivamente circa 2,6 milioni di anni fa. Nel giugno 2020, il presbite di Sumatra orientale ha ottenuto lo status di specie a sé.

## Conservazione
In mancanza di dati concreti, la specie viene classificata come Data Deficient dalla IUCN (International Union for Conservation of Nature), ma dal momento che questi presbiti si trovano ora solo in poche isole forestali separate tra loro e sparse in un'area molto piccola, essa dovrebbe essere considerata in pericolo critico (Critically Endangered). La provincia di Riau registra il più alto tasso di deforestazione di tutta Sumatra e tra il 1985 e il 2008 il 63% della foresta pluviale originaria è andato distrutto: durante questo periodo la popolazione del presbite di Sumatra orientale è probabilmente diminuita dell'80%.